# Canadapteraspis
Il canadapteraspide (gen. Canadapteraspis) è un pesce senza mascelle estinto, appartenente agli pteraspidiformi. Visse tra il Devoniano inferiore e il Devoniano medio (circa 420 - 410 milioni di anni fa) e i suoi resti fossili sono stati ritrovati in Canada.

## Descrizione
Questo pesce era lungo solitamente una quindicina di centimetri, e possedeva testa e tronco racchiusi in un carapace formato da due scudi, uno dorsale e uno ventrale, simile a quello del più famoso Pteraspis. Al contrario di quest'ultimo, tuttavia, il muso di Canadapteraspis era abbastanza largo e piatto, anche se terminante in una sorta di triangolo affusolato. L'armatura dorsale era dotata di una spina posteriore forte, larga e che si proiettava all'indietro, simile a una pinna dorsale. Erano presenti die piastre cornuali appaiate, terminanti in una punta e molto allungate, anch'esse al termine del carapace. Gli occhi erano in posizione laterale, mentre la bocca era in posizione leggermente ventrale. 

## Classificazione
Canadapteraspis era un rappresentante arcaico degli pteraspidiformi, un grande gruppo di pesci senza mascelle comprendenti numerose forme piuttosto specializzate. In particolare, Canadapteraspis è considerato un membro della famiglia Protopteraspididae, comprendente pteraspidiformi dal corpo slanciato ma privi di rostro allungato.
La specie tipo è Canadapteraspis alocostomata, proveniente dal Denoniano inferiore - medio del Canada; un'altra specie è C. ovalis, descritta da Blieck nel 1983.

## Paleoecologia
Canadapteraspis doveva essere un nuotatore abbastanza lento, che spesso si muoveva nei pressi del fondale marino per cibarsi di piccole particelle di cibo che aspirava con la bocca immobile.